# Gelis rubricollis
Gelis rubricollis là một loài tò vò trong họ Ichneumonidae.